# Авелин, Пьер-Александр
Пьер-Александр Авелин Второй (фр. Pierre-Alexandre Aveline; 1702, Париж — 1760, Париж) — французский рисовальщик и художник-гравёр, портретист, книжный иллюстратор. Известен также тем, что гравировал по картинам выдающегося живописца Антуана Ватто.

## Биография
Пьер-Александр Авелин родился в Париже в семье художников, включая его отца, живописца и гравёра Пьера Авелина Первого (1656—1722) и брата Антуана Авелина (1691—1743). Он был учеником гравёра Жана-Батиста де Пуайи (1669—1728). В 1737 году был принят в Королевскую академию живописи и скульптуры в Париже, но в 1742 году исключен из Академии из-за скандала с вступительными картинами: портретами Луи Галлоша и Жана Франсуа де Труа, которые не сумел выполнить вовремя. В 1755 году он был принят вторично, но так и не стал академиком.
Работал в смешанной технике офорта и резца по меди. С 1722 года он трудился вместе с другими гравёрами под руководством Жана де Жюльена над знаменитым «Сборником Жюльена» — гравюр, воспроизводящих картины Антуана Ватто. Ему, в частности, принадлежат гравюры по картинам Ватто «Вывеска лавки Жерсена», «Радости жизни», «Обеспокоенная возлюбленная» и «Мечтательница. Помимо этого Авелин Второй гравировал книжные иллюстрации и собственные рисунки «в стиле Ватто».
Всего насчитывается 123 гравюры работы Авелина Второго.

## Галерея

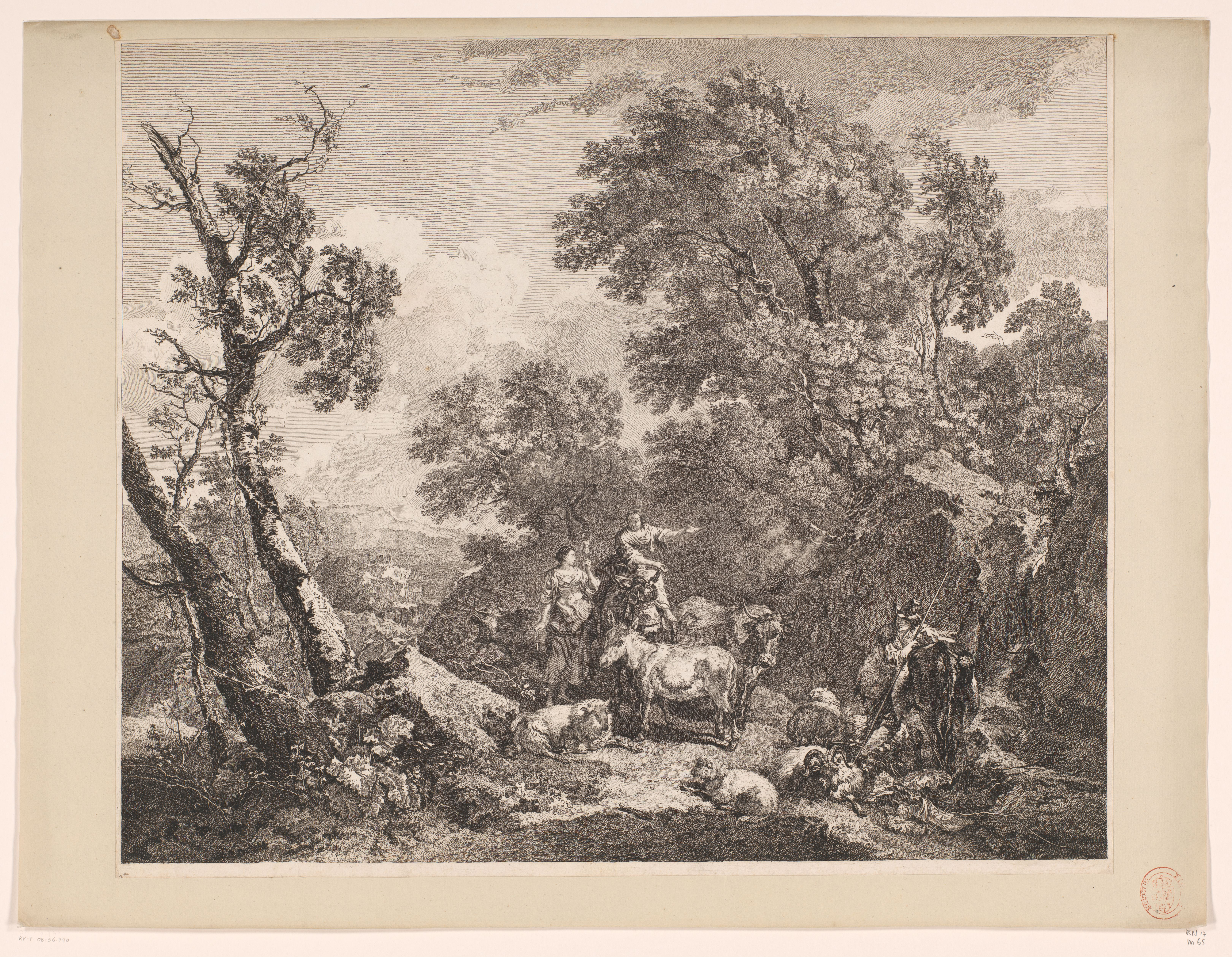
Пейзаж с двумя пастушками, пастухом и их стадом. По картине Н. П. Берхема. Ок. 1734. Офорт. Рейксмюсеум, Амстердам
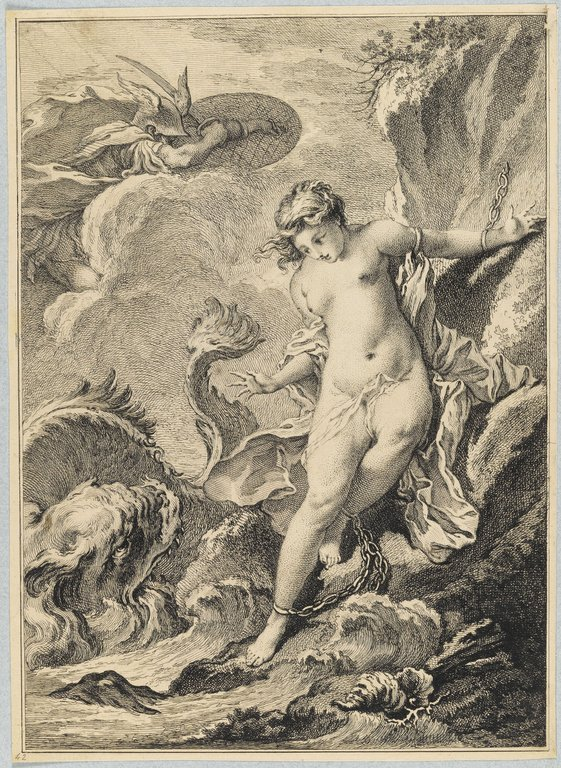
Андромеда. По картине Ф. Буше. Офорт. Лувр, Париж
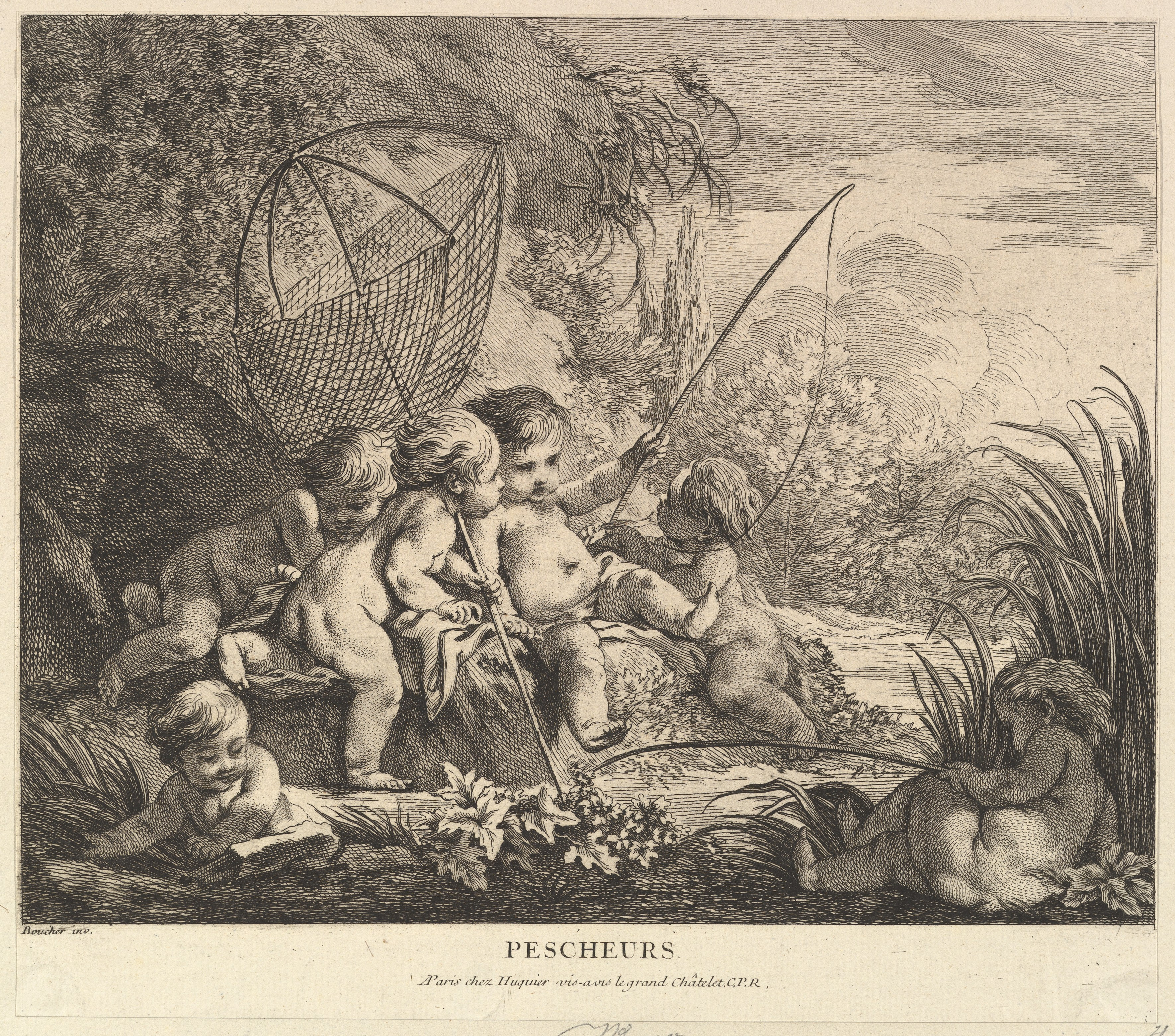
Дети-рыбаки. По оригиналу Ф. Буше. Ок. 1738. Офорт, резец. Метрополитен-музей, Нью-Йорк
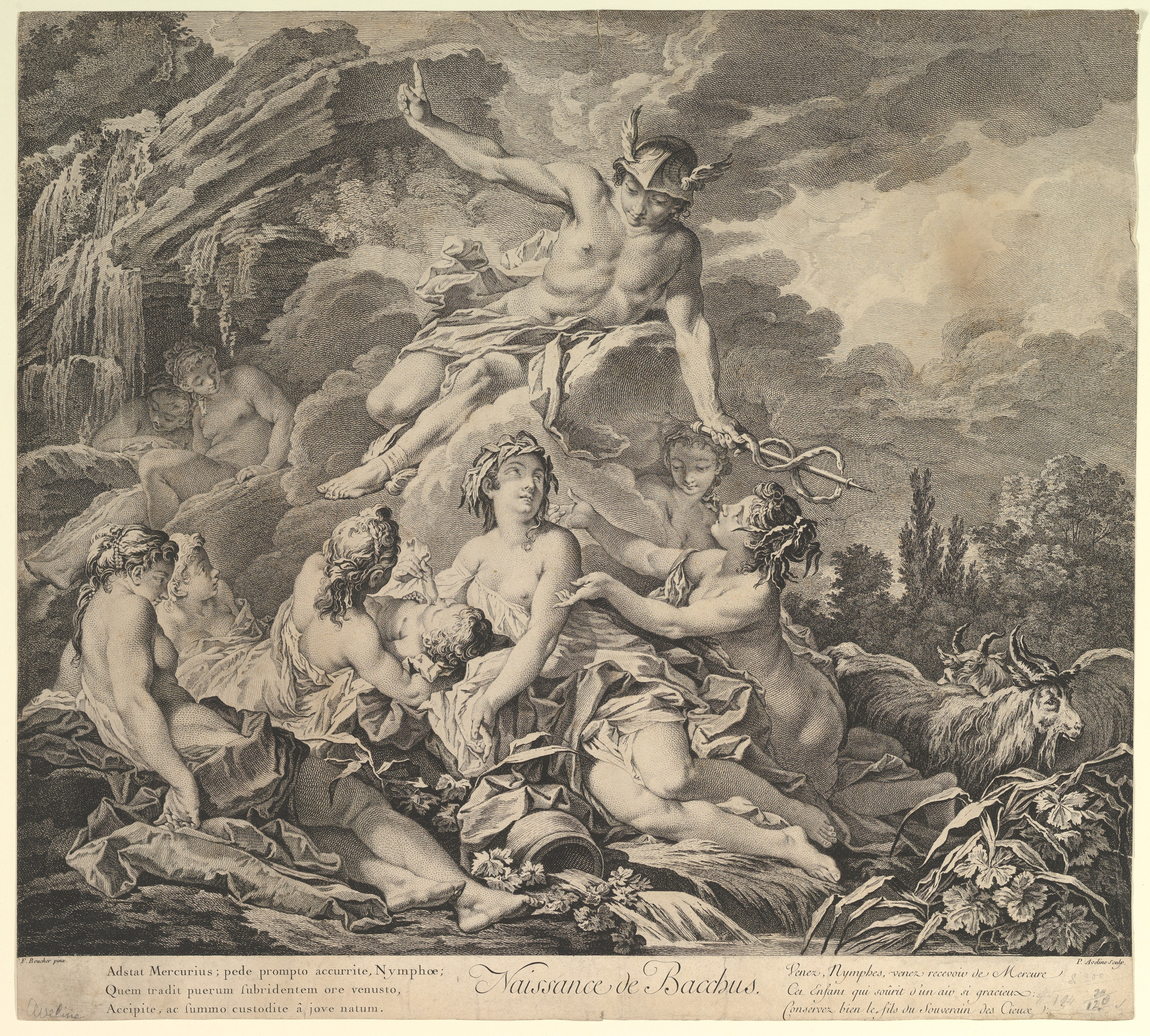
Рождение Вакха. По картине Ф. Буше. Офорт, резец. Метрополитен-музей, Нью-Йорк
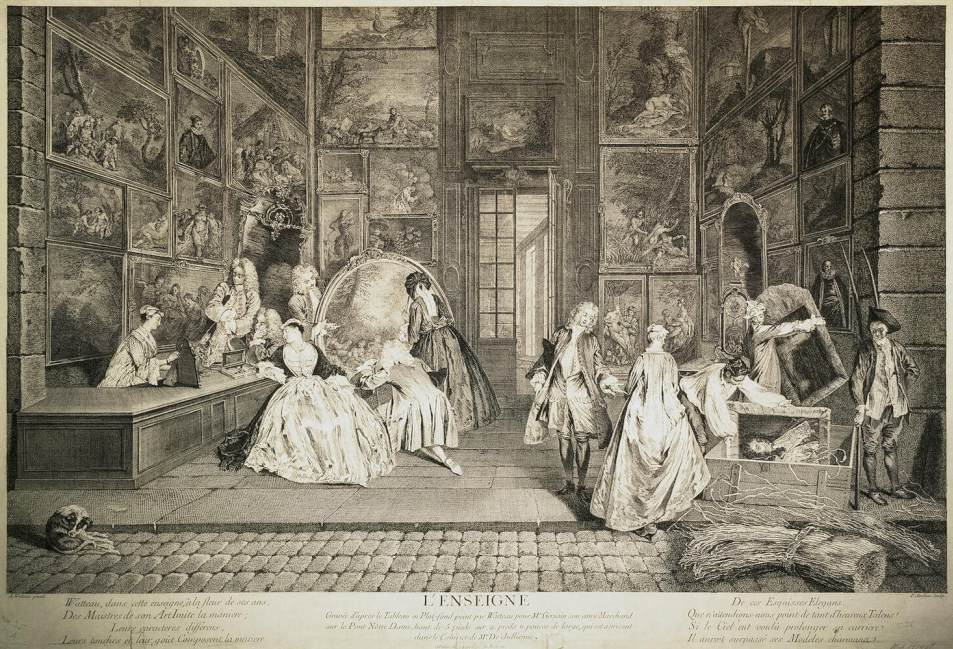
Вывеска лавки Жерсена. По картине А. Ватто. Ок. 1732. Офорт, резец. Государственный Эрмитаж, Санкт-Петербург
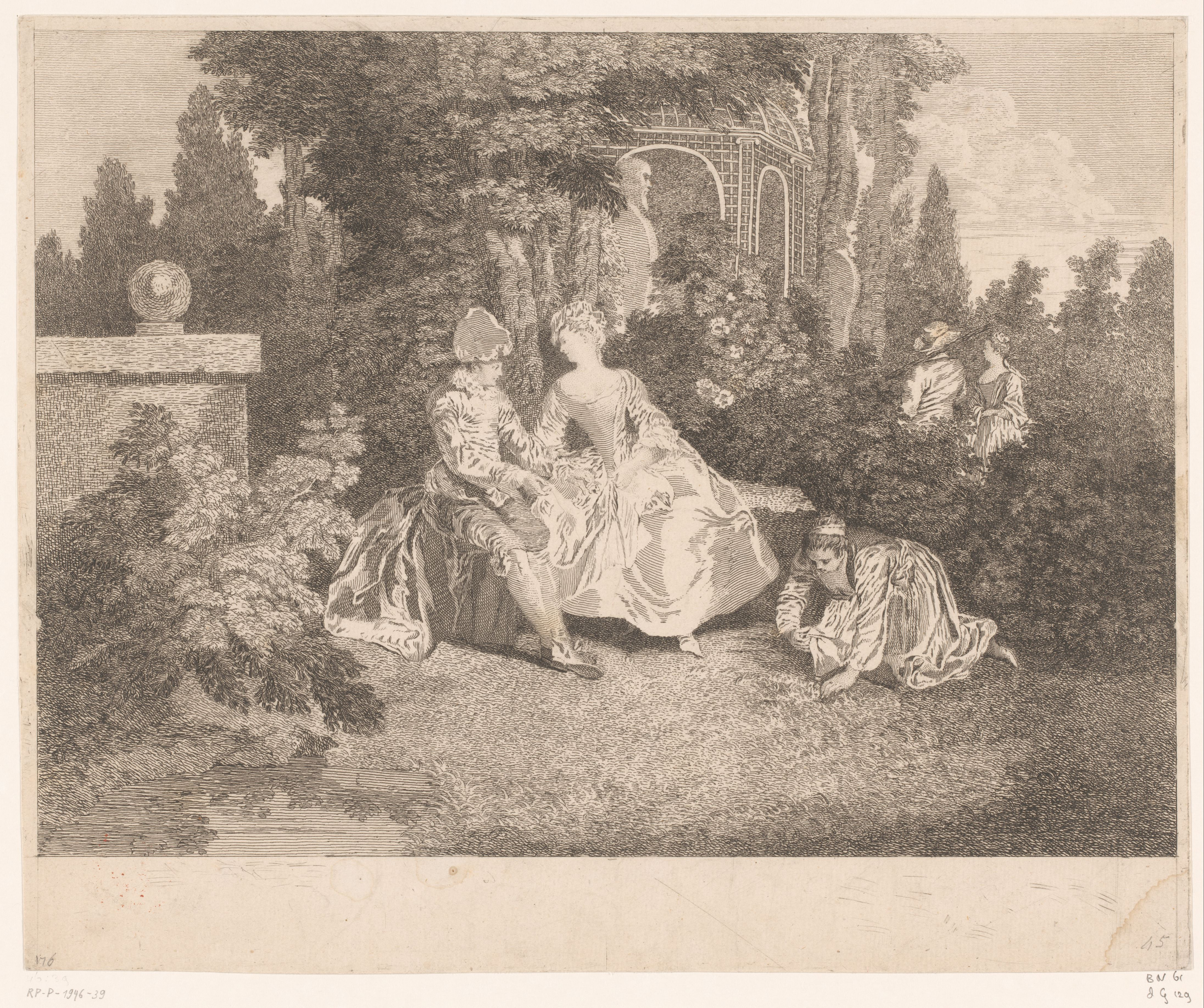
Галантное общество в саду. По картине А. Ватто. Ок. 1732. Офорт, резец. Рейксмюсеум, Амстердам